# Westfalenstadion
Westfalenstadion (Tysk udtale: [vɛstˈfaːlnˌʃtaːdi̯ɔn] ( lyt)) hed Signal Iduna Park fra december 2005 til juni 2016 og er et fodboldstadion i Dortmund i Tyskland. Stadionet kan rumme 81.359 tilskuere, hvoraf 67.000 er siddepladser. Til dagligt er det hjemmebane for Borussia Dortmund, og ved VM i fodbold 2006 blev flere kampe bl.a. den ene semifinale spillet på stadionet